# Svengali (2013)
Svengali (bra: Svengali: Gigantes do Rock) é um filme britânico de 2013 dirigido por John Hardwick, escrito por Jonny Owen e estrelado por Martin Freeman, Vicky McClure, Matt Berry, Michael Socha, Michael Smiley, Vauxhall Jermaine e Natasha O'Keeffe. O filme foi produzido pela Root Films.

## Sinopse
Dixie (Jonny Owen) é um carteiro de Gales do Sul e fanático por música. Toda a sua vida ele sonhou em descobrir uma grande banda e então um dia, vasculhando o YouTube, ele os encontra. ‘Os parabéns prematuros’. Ele os caça e oferece seus serviços de gerenciamento. Eles são jovens, arrogantes, sexy e absolutamente magníficos. Colocando sua demo em uma fita cassete, Dixie sai para as ruas de Londres... Dixie inocente e de olhos arregalados embarca em uma montanha-russa pela indústria mais infame de todas. Sua parceira e sua sanidade em tudo isso é sua alma gêmea Michelle (Vicky McClure). Todo dia é uma batalha para Dixie, totalmente quebrado e trabalhando por nada para conseguir seus amados shows de banda, seus egos crescem com o estrelato. Quanto mais sucesso os Prems forem, maiores serão as chances de Dixie perdê-los. Ele tem que decidir quais são suas verdadeiras prioridades na vida... seu amor pela música ou seu amor por Michelle.

## Elenco
- Jonny Owen como Dixie
- Vicky McClure como Shell[3]
- Roger Evans como Horsey
- Martin Freeman como Don[4]
- Maxine Peake como Angie
- Matt Berry como Jeremy Braines
- Michael Socha como Tommy
- Michael Smiley como Irish Pierre
- Natasha O'Keeffe como Natasha
- Morwenna Banks como Francine
- Ciarán Griffiths como Burnsy
- Joel Fry como Macca
- Dylan Edwards como Jake
- Jessica Ellerby as Alice
- Vauxhall Jermaine como Marcus
- Katy Brand como Katya
- Di Botcher como Sra. Cooper
- Brian Hibbard como Papai de Dixie
- Huw Stephens como Ele Mesmo
- Alan McGee como Ele Mesmo
- Max Rushden como Ele Mesmo
- Carl Barat como Ele Mesmo
- Pearl Mackie como F.O.H Girl

## Festival de Cinema de Edimburgo
Svengali foi selecionado para estrear no 67º Festival Internacional de Cinema de Edimburgo. Também foi indicado ao Prêmio Michael Powell; um prêmio que homenageia o melhor longa-metragem britânico.